# Kadarka

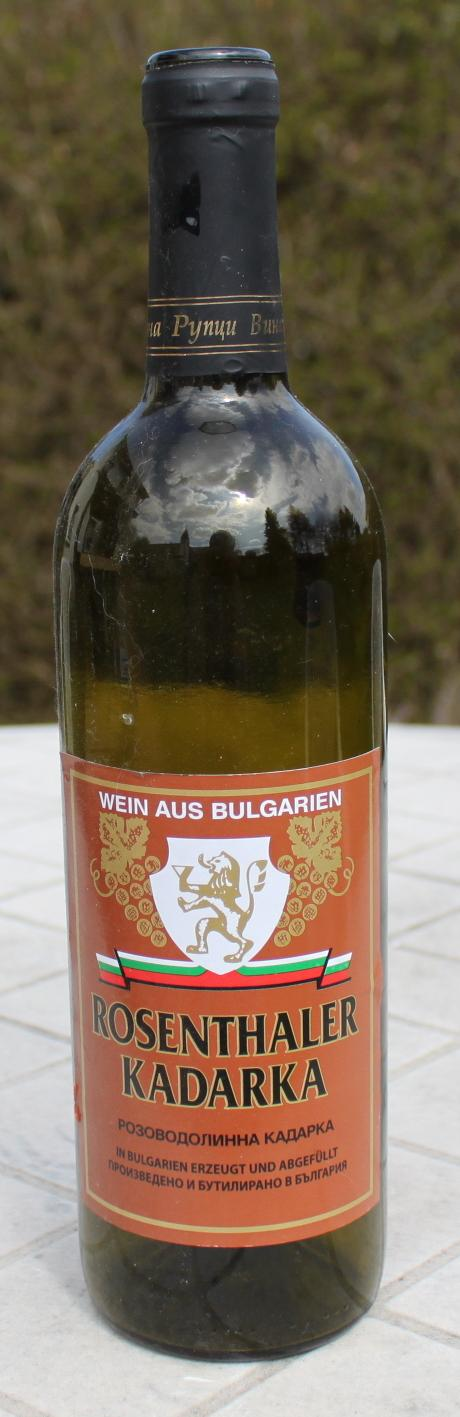
Butelka bułgarskiego wina Rosenthaler Kadarka

Kadarka (węg. kádár „bednarz”), gymza, gamza – czerwony szczep winorośli właściwej, najpopularniejsza odmiana winorośli na Węgrzech, uprawiana na całym Półwyspie Bałkańskim (Bułgaria – pod nazwą gymza, gamza, Albania, Macedonia Północna, Serbia).

## Historia
Sądzono, że kadarka trafiła na Węgry z Albanii wraz z okupacją turecką. Obecnie przyjmuje się, że pochodzi jednak z Węgier, a albańska odmiana kallmet jest jedynie spokrewniona z nią. Nie wszyscy badacze zgadzają się z tą teorią, a wśród możliwych krajów pochodzenia wymienia się także Bułgarię i Rumunię, gdzie na pewno uprawiano ją już w 1744, a nawet Azję Mniejszą.

## Charakterystyka
Kadarka najlepiej udaje się na glebach lessowych. Odmiana wypuszcza pąki późno, ale jest wrażliwa na mroźne zimy. Należy do szczepów dojrzewających późno, grona są liczne i zwarte. Kadarka jest odporna na suszę, ale podatna na szarą pleśń.

## Wino
Powstałe z kadarki wino charakteryzuje się czerwonym lub ciemnoczerwonym kolorem, jest przyjemnie lekkie i owocowe, bogatsze z taninową i korzenną nutą na południu. Styl bywa porównywany do pinot noir, a lekkość predestynuje ją do winifikacji także na wina różowe. Do lat 80. XX wieku kadarka była podstawą węgierskiego Egri bikavéra („byczej krwi”), później coraz częściej zastępował ją lub uzupełniał mniej wymagający kékfrankos. Powierzchnia upraw ma tendencję malejącą, ale selekcja klonów może przynieść odwrócenie trendu.
Stanowi świetne wino do gulaszu.

## Rozpowszechnienie
Najważniejszym producentem kadarki jest Bułgaria: w 2009 szczep uprawiano, pod nazwą gamza, na 3169 ha, szczególnie w północnej części kraju. Na Węgrzech zanotowano w 2008 roku 666 ha winnic obsadzonych kadarką. Odmiana jest specjalnością regionu Szekszárd, ale liczy się także w regionie Villány i okolicach Egeru. Szczep można znaleźć także w winnicach serbskich, macedońskich, albańskich (Jezioro Szkoderskie), czarnogórskich i rumuńskich (47 ha w 2008).